# زلزال تميسكامينغ 1935
زلزال تميسكامينغ 1935 هو زلزالٌ وقعَ في بلدية مقاطعة تميسكامينغ الإقليمية ‏ في كندا بتاريخ 1 نوفمبر 1935.